# ルイス島のチェス駒
ルイス島のチェス駒（ルイスとうのチェスごま、Lewis Chessmen）とは、スコットランド北西部アウター・ヘブリディーズのルイス島で1831年に発見された78個のチェスの駒のことをさす。制作年代は12世紀と推定され、一部を除いてセイウチの牙から作られている。元の組み合わせは不明ではあるものの、中世のものとしては珍しく、全ての種類の駒がそろって発見されている。現在、大英博物館が67個、エディンバラのスコットランド国立博物館が残りの11個を収蔵、展示している。2019年6月にさらに1個が発見されたとBBCが報道した。

## 駒の特徴

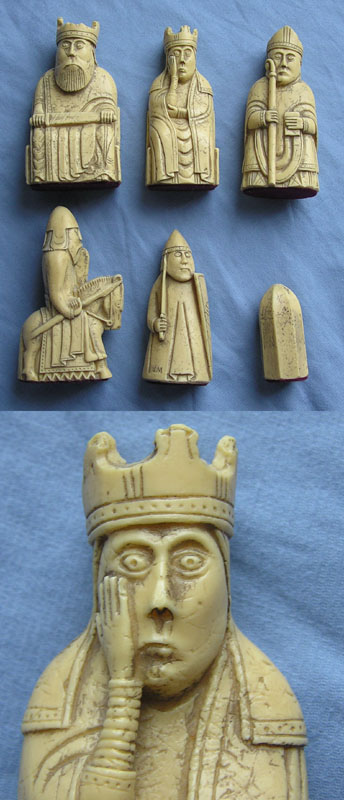
上段: キング、クイーン、ビショップ
中段: ナイト、ルーク、ポーン
下段: クイーンのアップ （レジン複製）

ほとんどの駒はセイウチの牙を彫って作られているが、いくつかはハクジラの歯を材料としている。78個の駒の内訳は、王（キング）が8個、王妃または大臣（クイーン）が8個、司教（ビショップ）が16個、騎士（ナイト）が15個、戦士または番兵（ルーク）が12個、歩兵（ポーン）が19個である。ポーンが19個しかないが（通常1セットにつき16個必要）、それぞれの駒の大きさの違いから、本来少なくとも5セット分あったのではないかと考えられている。駒のサイズは、それぞれの駒にも大きさにばらつきがあるが、最も大きなキングの高さが10.6cm、最も小さなポーンが4cmである。
ポーンのみ幾分小さく抽象的な形状をしているが、それ以外の駒はすべて具象的な人型である。キングは王冠を被り、剣を膝に置いて玉座に座った姿をしている。クイーンも同じように冠を被り玉座に座っているが、剣は持たず片手を頬に当てている。ビショップは全て司教冠を被り司教杖を持つが、何体かは本を持っていたり椅子に座っていたりする。ビショップの駒の由来であるゾウを示す要素は無い。ナイトは鎧兜に身を包み、槍と盾を構えて不釣り合いな程小さな馬にまたがっている。ルークは現在のような塔や城を模した姿ではなく、剣と盾で武装した兵士あるいは番兵といった姿で彫刻されている。特に12体の内の4体のルークは目を大きく見開き盾に噛みつくベルセルクのような形相である。ポーンは前述の通り他の駒と大きく異なり、一回り以上小型でオベリスクや墓石に似た形状をしている。
駒は全て白色に見えるが、フレデリック・マッデン (Frederic Madden) は1832年の報告書で、いくつかの駒から着色の跡を発見し、元々一部の駒は赤色の染料で着色されていたが海水により洗い流されてしまったと述べた。これは、当時のチェスでは互いの駒を識別する際に駒を白黒ではなく紅白に塗り分けていたことを示唆するものである。
研究者たちも、現代の目からすれば目が飛び出たつまらなそうな表情の人形たちが明らかに滑稽に見えるということは認めている。これは特に、心配そうなだったり、目をそらしていたり（右の画像参照）、盾に噛みつく狂戦士だったりするルークに当てはまり、「現代の観客にはたまらなく滑稽」だと言われている。しかしながら、駒の制作者たちはそれらの滑稽な、または悲しそうな表情を意図したわけではなく、それどころか彼らは力強さや凶暴性を、あるいは頬杖をついたクイーンの例のように「熟慮、休息、もしかすると賢明さ」を表現しようとしたと考えられている。

## 制作場所と時期

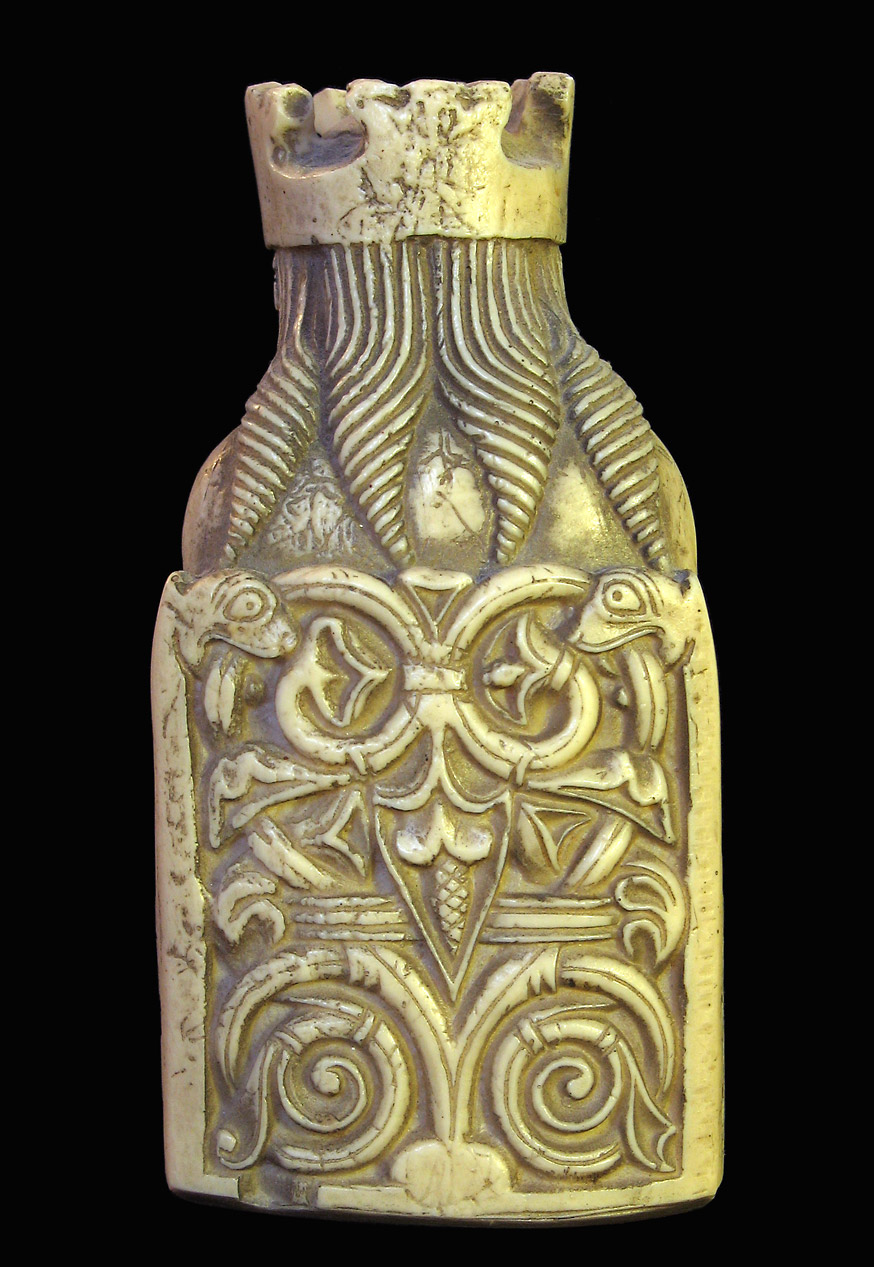
後ろから見たキング

「ルイス島のチェス駒」と呼ばれているが、これらの駒はルイス島やヘブリディーズ諸島で作られたものではなく、よく似た駒が発見されたノルウェーのトロンハイム近郊（ムンクハイム）の工房で12世紀頃に制作されたものだと考えられている。他方スカンディナヴィアの他の地域で作られたと主張する研究者も存在する。いずれにせよ、これはキングやクイーンの玉座の裏側に施された渦巻状の動植物の彫刻と、スカンジナヴィアで発見された彫刻との類似を根拠としており、12世紀という制作年代もその類似した彫刻の制作時期をもとにしたものである。制作年代についてはビショップの被っている司教冠も手掛かりとなる。ルイス島のチェス駒のビショップは現在と同じように尖った部分を前後に向けて冠を被っているが、12世紀の半ばまでは尖った部分を両横に向けた被り方がなされていた。以上のことから研究者の間では駒の制作時期は1113年から1175年の間という見方で落ち着いている。
駒の元々の所有者について確かなことは分かっていない。当時アウター・ヘブリディーズは他のスコットランドの島々と同じくノルウェーに支配されていたので、この駒は何者かがノルウェーからアイルランド東岸のノース人入植地へ移動する途中、なんらかの事故に巻き込まれ、中継地であるルイス島に駒を隠した（あるいはそこで失くした）ものとする見解や、駒がまとまって見つかったことと傷がほとんどないことから、一群の駒は取引のための在庫品であったとする意見もある。
なおチェスの駒と一緒に、セイウチの牙で作られた14個のすごろくゲームの駒とベルトのバックル1個も発見されており、これらを合わせると93個の工芸品が発見されたことになる。

## 発見の経緯
駒は1831年初め、スコットランドアウター・ヘブリディーズにあるルイス島西岸の砂丘で発見された。この発見についての逸話はいくつかヴァリエーションがあるが、一説によると近隣のペニードナルドという町に住むマルコム・マクラウドが砂丘の中から小さな石の箱を見つけ、それをロデリック・ライリーに売ったということである。宝を掘り起こしたのは牛であるという説もあるが、これは作り話と考えられている。なお数年後マルコム・マクラウドはアードロイルに農地をつくるため家族ともにペニードナルドを立ち退いた。

## 所有者の変遷
駒を手に入れたライリーは、1831年4月11日にスコットランド古物協会（Society of Antiquaries of Scotland）の会合でこの駒を披露した。直後、カークパトリック・シャープがその内の10個を購入し、残り（チェス駒67個とすごろくゲームの駒14個など）をロンドンの大英博物館が購入したことで、駒は分割されてしまった。
カークパトリック・シャープはその後ビショップをもうひとつ入手してコレクションを11個としたが、後にそれら全てをランデスボロー卿 (Lord Londesborough) に売却してしまった。1888年、駒はスコットランド古物協会に再度売却され、購入した駒を協会はエディンバラのスコットランド王立博物館に寄贈した。この11個の駒は現在、スコットランド博物館に収蔵されている。

## 返還論争
2007年から2008年にかけて、チェス駒を最も適切な場所に展示すべきだとの議論が巻き起こった。2007年の終わり頃、アウター・ヘブリディーズ選出のスコットランド国民党の政治家たち（特にアニー・マクドナルドカウンシル議員、アラスデア・アラン (Alasdair Allan) スコットランド議会議員、アンガス・マクニール (Angus MacNeil) 英国議会議員）が『ルイス島のチェス駒』は発見された場所へ還すべきであるとの声を上げた。スコットランド政府のリンダ・ファビアーニ (Linda Fabiani) 外務文化大臣は「スコットランド博物館にはチェス駒が11個しか残されていないにもかかわらず、大英博物館が残りの出土品82点を依然保有するなど受け入れがたいことだ」とコメントし、スターリング大学のリチャード・オーラム (Richard Oram) 教授（中世及び環境歴史学）は、「サンプル」としての数個ならわかるが、それ以上の駒が大英博物館にあるべき理由はないとして、論争に参戦した。これを受けて、英国政府のマーガレット・ホッジ (Margaret Hodge) 文化、メディアおよびスポーツ大臣は「ばかばかしい話だとは思いませんか？　("It's a lot of nonsense, isn't it?") 」とスコットランド側の見解を一蹴した。発見場所に近いウィグの地方歴史協会「Comann Eachdraidh Uig」は、チェス駒の所有権についてあれこれ申し立てるつもりはなくエディンバラへの返還要求を支持するものでもないが、短期の貸出は歓迎したいと公式に表明した。
2009年10月から、大英博物館所蔵の24個とスコットランド博物館所蔵の6個のチェス駒が16ヶ月に渡りスコットランドの様々な土地を巡回することになった。この巡回展には一部スコットランド政府が資金援助しているが、スコットランドのマイケル・ラッセル (Michael Russell) 文化・外務大臣は「スコットランド政府と大英博物館は、最終的なチェス駒の扱いについては互いに異なる見解にあることを合意した」と表明した。大英博物館のボニー・グリア (en:Bonnie Greer) 副理事長は、重要なコレクションであるルイス島のチェス駒は大英博物館に残るであろうことを信じて疑わないと述べている。

## レプリカなど
他のフィギュアタイプの駒同様、実用には向かないが、ルイス島のチェス駒はその知名度と人気から今日でも多数のレプリカが作られている。大英博物館のミュージアムショップではボード付きのセットやピース、キーホルダーなどが販売されている他、2003年 - 2004年に日本の4会場を巡回した「大英博物館の至宝展」にあわせて海洋堂によるレプリカも作られた。映画『ハリー・ポッターと賢者の石』にもこれらの駒が劇中の小道具として登場している

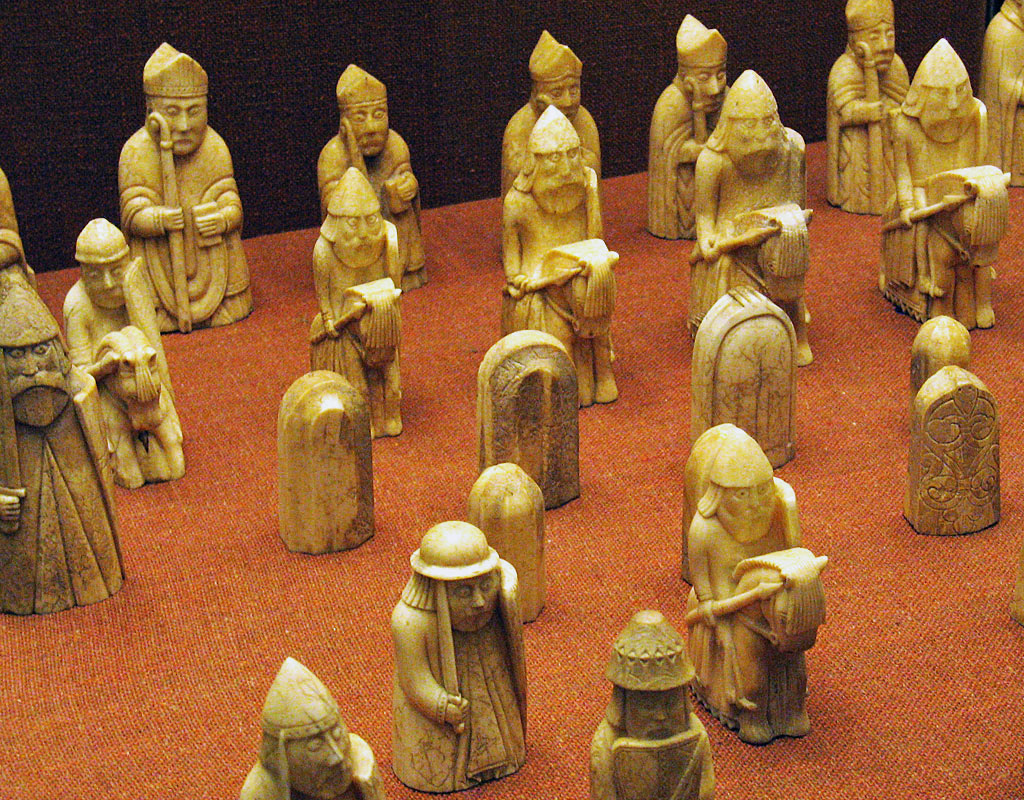
（奥から）ビショップ、ナイト、ポーンの列
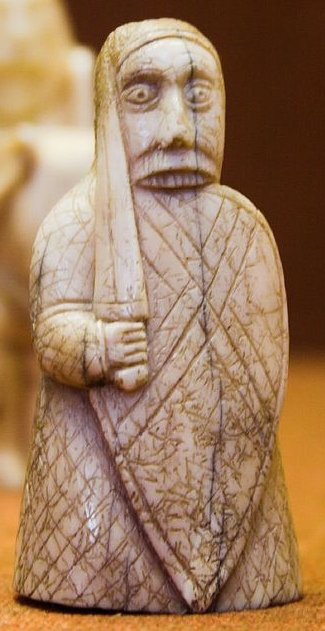
盾に噛み付くルーク
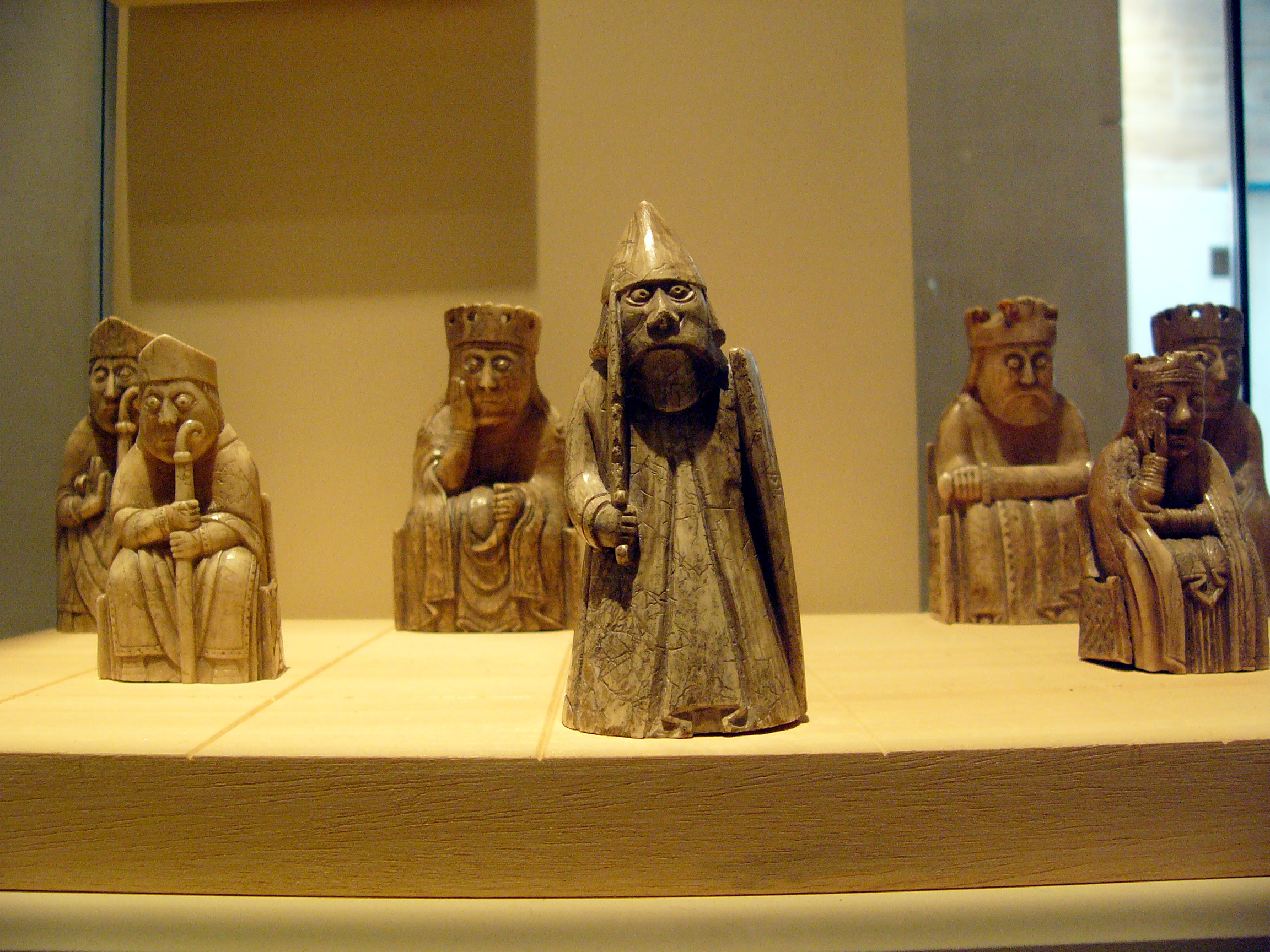
スコットランド博物館所蔵
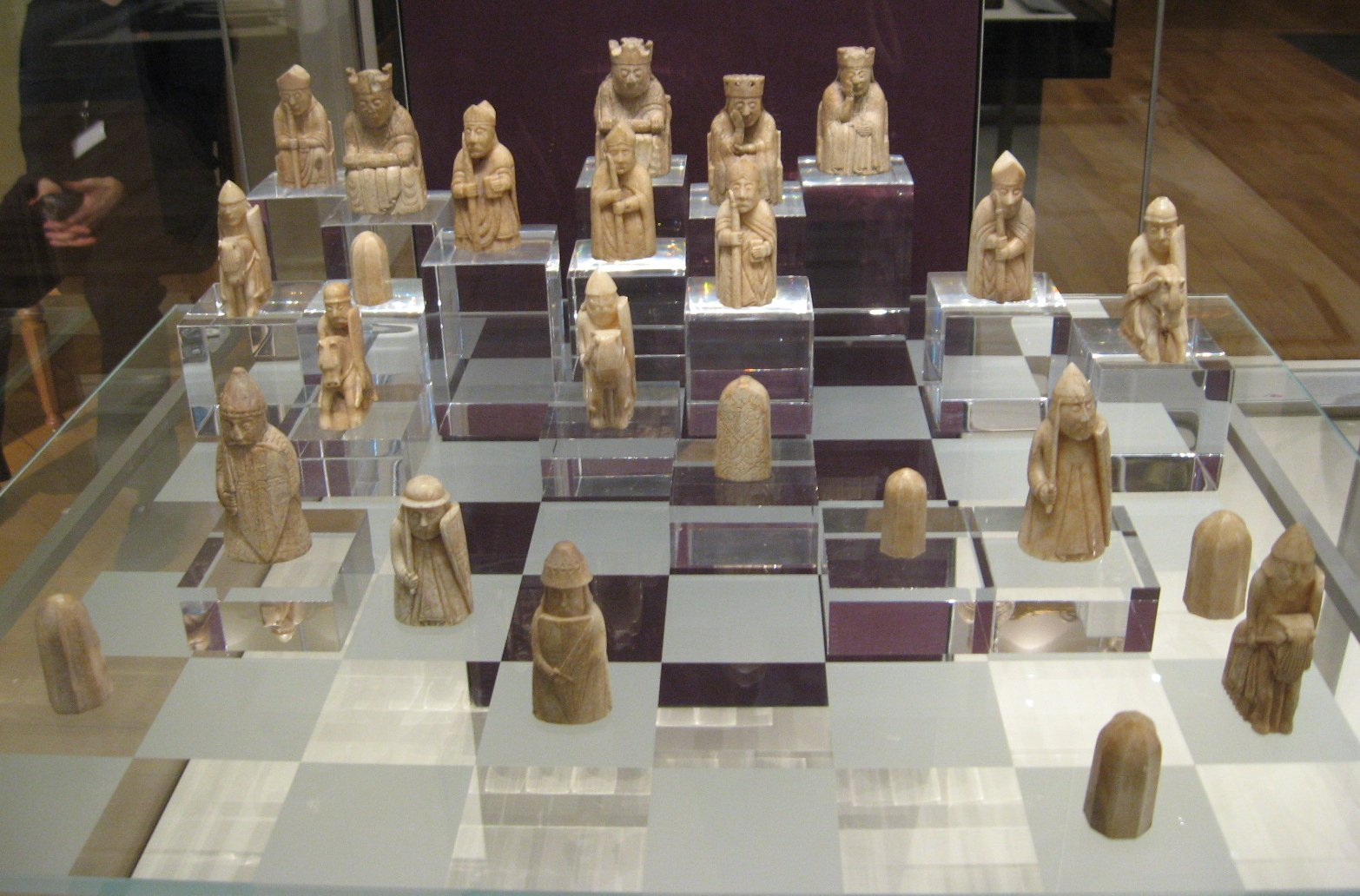
大英博物館所蔵